# Buda (Illinois)
Buda és una població dels Estats Units a l'estat d'Illinois. Segons el cens del 2000 tenia 592 habitants.

## Demografia
Segons el cens del 2000, Buda tenia 592 habitants, 236 habitatges, i 171 famílies. La densitat de població era de 226,3 habitants/km².
Dels 236 habitatges en un 34,3% hi vivien nens de menys de 18 anys, en un 53,8% hi vivien parelles casades, en un 11,4% dones solteres, i en un 27,5% no eren unitats familiars. En el 24,6% dels habitatges hi vivien persones soles el 16,1% de les quals corresponia a persones de 65 anys o més que vivien soles. El nombre mitjà de persones vivint en cada habitatge era de 2,51 i el nombre mitjà de persones que vivien en cada família era de 2,88.
Per edats la població es repartia de la següent manera: un 28% tenia menys de 18 anys, un 7,3% entre 18 i 24, un 28,9% entre 25 i 44, un 19,4% de 45 a 60 i un 16,4% 65 anys o més.
L'edat mediana era de 36 anys. Per cada 100 dones de 18 o més anys hi havia 84,4 homes.
La renda mediana per habitatge era de 34.231 $ i la renda mediana per família de 38.854 $. Els homes tenien una renda mediana de 31.094 $ mentre que les dones 16.771 $. La renda per capita de la població era de 15.320 $. Aproximadament el 9,2% de les famílies i el 12,5% de la població estaven per davall del llindar de pobresa.

## Poblacions més properes
El següent diagrama mostra les poblacions més properes.